# Grandi speranze
Grandi speranze (titolo originale Great Expectations) è il tredicesimo romanzo di Charles Dickens. Fu scritto e pubblicato a puntate tra il 1860 e il 1861. È il secondo romanzo di Dickens, dopo David Copperfield, ad essere stato scritto interamente in prima persona.
L'opera fu pubblicata per la prima volta a puntate settimanali, dal 1º dicembre 1860 ad agosto 1861 sulla rivista All the Year Round, periodico diretto dallo stesso Dickens. Ogni puntata in All the Year Round conteneva due capitoli ed era scritta in modo che "catturasse" i lettori, stimolando la loro curiosità verso il fascicolo successivo. La sua prima apparizione in volume fu in tre tomi, senza illustrazioni, nel luglio del 1861.
Considerato uno dei più grandi e più sofisticati romanzi dell'autore inglese, nonché uno dei più popolari classici della letteratura vittoriana, ebbe più di 250 adattamenti sul palcoscenico e sullo schermo. La vicenda ha inizio la vigilia di Natale del 1812 (anno di nascita di Dickens), quando l'orfano ha circa sette anni, e termina nell'inverno del 1840.
Grandi speranze appartiene al genere detto "Bildungsroman" (romanzo di formazione), ovvero quel tipo di narrazione che segue le vicende del protagonista, partendo spesso dalla primissima infanzia, alla ricerca della piena maturità: Grandi speranze è appunto la storia dell'orfano Philip Pirrip, detto "Pip", e descrive la sua vita da quando è ancora un bambino fino all'età adulta. Il protagonista tenta, nel corso del romanzo, di diventare un gentiluomo. La storia ha inoltre dei caratteri semi-autobiografici, come molte opere dell'autore.

## Trama
Il romanzo ha come protagonista Pip (contrazione di Philip Pirrip), un orfano che all'inizio della vicenda ha poco più di sei anni; vive assieme alla sorella, di molti anni più grande, e al marito di lei. I rapporti con la sorella non sono molto buoni, poiché ella è manesca e usa talmente spesso un bastone per picchiarlo che a questo è stato perfino dato un nome (Tickler, "punzecchiatore"), mentre Pip è molto affezionato al cognato fabbro Joe Gargery.
La storia si apre con un evento cruciale della vicenda: la vigilia di Natale del 1812 il giovane Pip, che si era recato in visita alle tombe dei familiari nel locale cimitero, incontra un evaso di nome Magwitch che gli impone di portargli del cibo e una lima per segare le catene che ancora lo avvincono. Il bambino, terrorizzato dal delinquente, ruba del cibo dalla dispensa di casa nonostante il timore che la propria sorella lo possa scoprire e punire severamente.
La fuga dell'evaso dura, però, davvero molto poco: il giorno seguente i soldati lo riacciuffano mentre è impegnato in una zuffa con un altro evaso; entrambi vengono rinchiusi nuovamente in galera.
In seguito il ragazzo frequenta l'abitazione dell'eccentrica Miss Havisham, una vecchia zitella benestante che vive reclusa volontariamente in casa (la fatiscente "Satis House") perennemente abbigliata in abito da sposa, poiché decenni prima abbandonata dal fidanzato alla vigilia delle nozze. Qui Pip incontra anche Estella, di cui si innamora; la ragazza, però, adottata da Miss Havisham ed educata in maniera signorile, disprezza Pip a causa delle sue umili origini e della sua grossolana educazione.

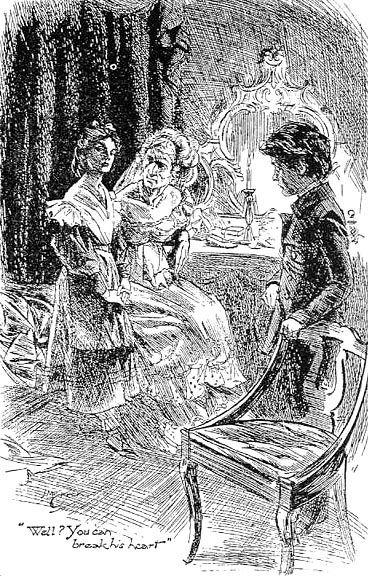
Miss Havisham ed Estella in compagnia di Pip in un'illustrazione di H. M. Brock (1901-1903)

Pip viene assunto e pagato per essere il "compagno di giochi" dell'anziana donna, ma anche se tutti ritengono questo fatto una grande fortuna, il ragazzo non ne è granché contento perché entrare in quella casa gli incute un senso di timore, dovuto al fatto che questa è sempre buia: condizione imposta, si scoprirà a un certo punto, dalla vecchia signora abbandonata il giorno delle nozze dal suo promesso sposo, che le aveva comunicato per lettera di essere fuggito con un'altra. Miss Havisham, sopraffatta dal dolore, aveva deciso di lasciare l'abitazione così com'era al momento dell'apertura della lettera, compresa la torta nuziale che giace ammuffita su un tavolo da decenni; inoltre, Miss Havisham, per vendicarsi degli uomini, aveva deciso di adottare un'orfana bellissima (Estella) per farla diventare oggetto di desiderio di tutti gli uomini senza che potessero mai averla.
Un giorno, durante un'assenza di Joe, andato a trovare il nipote, Mrs. Gargery viene aggredita da un misterioso individuo (che si saprà in seguito essere Orlick, assistente di Joe) rimanendo per sempre invalida e muta. Più tardi, dopo che Pip è divenuto apprendista alla bottega del cognato fabbro, un avvocato di nome Jaggers gli si presenta dinanzi informandolo d'aver ricevuto una grossa somma di denaro da un misterioso benefattore che desidera però restare anonimo.
Pip ricevuta l'enorme fortuna, crede che gli sia stata donata dalla sua anziana protettrice Miss Havisham, che aveva finito per prenderlo in simpatia. Con le nuove possibilità economiche che si ritrova del tutto improvvisamente ad avere, si aprono appunto per Pip grandi speranze: egli si trasferisce allora a Londra per completare gli studi e per entrare nell'alta società. Nonostante tutto questo, però, Pip non riesce ad ambientarsi del tutto nella vita mondana della grande capitale, complice anche la delusione per l'avvenuto matrimonio di Estella con un bruto, Bentley Drummle, che ella stessa ritiene tale.
Anni dopo Pip, giunto oramai all'età adulta, scoprirà che la sua fortuna gli deriva dal malfattore Magwitch; questi era stato deportato in Australia e lì aveva fatto fortuna, ma aveva serbato intatta tutta la propria riconoscenza e il buon ricordo per il bambino che allora l'aveva aiutato. Magwitch viene a trovarlo a Londra rischiando la vita (è infatti sfuggito alla deportazione, è stato spiccato contro di lui un mandato di cattura e verrebbe sicuramente impiccato se scoperto); ma la rivelazione getta nella più profonda disperazione Pip, che si trova tra l'altro a dover nascondere un latitante senza poterlo scacciare perché si macchierebbe in tal modo di una profonda ingratitudine.
Scopre anche che Estella è figlia del criminale suo benefattore e di Molly, cameriera di Mr. Jaggers. Nel tempo della permanenza nella City di Pip avvengono fatti importanti: egli stringe una forte amicizia con Herbert ed entra in contatto diretto con l'avvocato Jaggers, l'intermediario che gli ha recapitato i soldi di Magwitch; inoltre muoiono la sorella e Bentley Drummle. Dopo esser stato a trovarla un'ultima volta, Miss Havisham dà accidentalmente fuoco al suo strascico da sposa finendo con l'incendiare l'intera abitazione; Pip riesce a salvarla, ma la vecchia alla fine muore a seguito delle gravi ferite riportate.
Poco dopo Pip riceve un messaggio in cui è invitato a recarsi al suo paesino d'origine per discutere di fatti importanti; il protagonista si trova però in una trappola architettata dall'aiuto fabbro di Joe, Orlick, un essere violento e malvagio che lo rinchiude in una baracca con l'intenzione di ucciderlo; Pip si salva solo grazie ad un provvidenziale intervento del caro amico Herbert.
I due decidono allora, con l'aiuto anche di Startop, di far fuggire Magwitch in suolo straniero: mettono a punto un piano per permettere a Magwitch di fuggire in barca ma vengono scoperti. Durante la fuga però Magwitch uccide il vecchio compare Compeyson, un artista della truffa (il promesso sposo di Miss Havisham).
Magwitch è condannato all'impiccagione ma muore prima dell'esecuzione. Contemporaneamente, a causa di tutte le spese che ha dovuto sostenere a Londra, Pip non è più in grado di mantenere la sua abituale vita lussuosa né tanto meno di ultimare gli studi, se ne torna così nella cittadina natale; qui ritrova Joe sposato con la sua ex insegnante Biddy.
In seguito l'oramai giovane uomo, rimasto del tutto squattrinato, se ne va in Egitto assieme all'amico Herbert e alla moglie di questi, dove comincia a guadagnarsi la vita come impiegato. Undici anni dopo Pip torna davanti alle rovine di Satis House e qui incontra nuovamente Estella, resa umile dal matrimonio con il violento Drummle, il quale ha continuato a maltrattare lei finché non è morto per strada. Estella e Pip, prendendosi per mano, decidono di rimanere amici: corre l'anno 1846 e sono passati più di tre decenni da quando Pip aveva incontrato l'evaso al cimitero.

### Finali alternativi
Charles Dickens scrisse due differenti finali per Grandi speranze. La maggior parte delle edizioni del romanzo sono state pubblicate correttamente con il primo finale, o con entrambi, accompagnati dalle note esplicative originali scritte da Dickens.
Finale originale
Pip incontra Estella sulla strada. Suo marito Drummle è morto, e lei si è appena risposata con un dottore. Estella e Pip si scambiano i convenevoli di rito, dopodiché Pip afferma che sebbene alla fine non sia potuta essere sua, egli è lieto di vedere che adesso è una persona differente, diversa dalla ragazza dal cuore di ghiaccio che Miss Havisham aveva plasmato. Il libro termina con Pip che dice: «La sofferenza è stata più forte degli insegnamenti di Miss Havisham e le ha dato un cuore per capire quali sono stati i miei reali sentimenti per lei.»
Finale revisionato
Pip ed Estella si ritrovano alle rovine della dimora di Miss Havisham:
«Siamo amici», dissi, alzandomi e chinandomi su di lei, mentre si alzava dalla panca.

«E continueremo ad esserlo anche lontani», disse.

Le presi la mano nella mia, e uscimmo dal luogo in rovina; e come la nebbia del mattino si era alzata in un tempo lontano, quando avevo lasciato la fucina, così si stava alzando ora la nebbia della sera, e in tutta la vasta distesa di luce quieta che mi svelò, non vidi l'ombra di un altro distacco.

## Personaggi

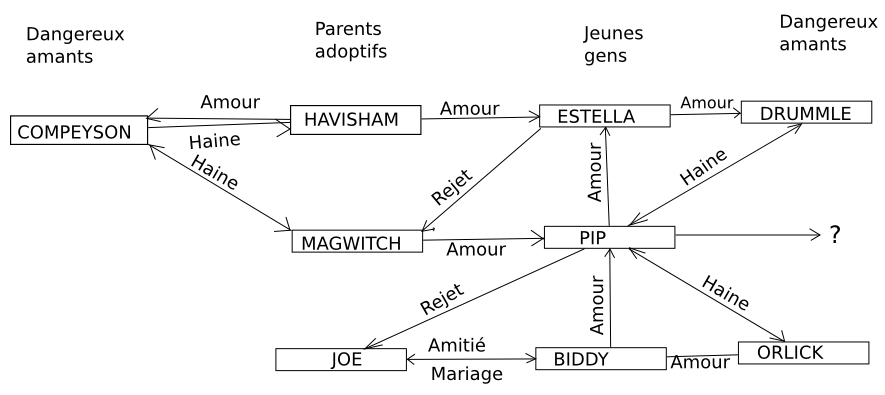
Schema delle relazioni intercorrenti tra i personaggi.

### Protagonisti
Philip "Pip" Pirrip
Protagonista del romanzo (narrato in prima persona), è un orfano allevato dalla sorella e dal cognato; ricevuto molto denaro da un benefattore sconosciuto che egli pensa essere Miss Havisham, una nobile che l'ha preso sotto la sua protezione, si reca a Londra per studiare e qui scopre che il benefattore è Magwitch, un forzato che egli aveva aiutato a evadere; spesi tutti i soldi, si unisce a Estella, che ama da sempre.
Abel Magwitch
Forzato che Pip ha aiutato a evadere, gli dona anonimamente molti soldi perché ha fatto fortuna in Australia, per la quale si è imbarcato; tornato a Londra per incontrare Pip (nel frattempo quest'ultimo gli darà il nome di Provis, per evitare che il galeotto venga riconosciuto), viene scoperto e condannato alla forca, ma muore prima dell'esecuzione.
Estella Havisham
Orfana allevata da Miss Havisham per vendicarsi sugli uomini, che la desiderano a causa del suo aspetto ma che non avranno mai, si ribella a questo destino con grande dolore della vecchia e sposa Drummle, che però la maltratta; incontrato Pip, che aveva in passato umiliato, diventa sua amica.

### Personaggi secondari
Joe Gargery

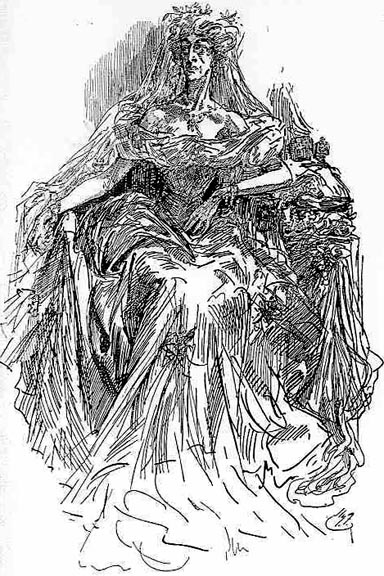
Miss Havisham in un'illustrazione di Harry Furniss del 1910

Marito della sorella di Pip, è un fabbro per cui Pip prova un profondo affetto; ha un assistente di nome Orlick.
Mrs. Gargery
Sorella di Pip e il cui nome completo è Georgiana Maria, molto più grande di lui, moglie di Joe, è manesca e maltratta il fratello con un bastone così usato a cui è stato perfino assegnato un nome, ma si ritiene in diritto di picchiarlo perché continua a faticare per mantenerlo; muore verso la metà del libro.
Orlick
Malvagio assistente di Joe; cerca di uccidere Pip, che ha sempre odiato, ma il suo tentativo viene sventato.
Miss Havisham
Forse il più importante fra i personaggi secondari, è una vecchia nobile; in gioventù il suo promesso sposo le spedì una lettera, recapitata proprio il giorno del matrimonio, in cui spiegava di essere fuggito con un'altra donna, per cui ella, sopraffatta dal dolore, decise di lasciare la sua casa immutata da quel momento, compresa la torta che rimase ad ammuffire su un tavolo per interi decenni, e di oscurarla completamente anche di giorno; per vendicarsi sugli uomini adotta Estella, una bellissima ragazza che secondo i suoi progetti nessuno potrà mai avere; muore accidentalmente avvicinandosi troppo al caminetto; viene tratta in salvo da Pip, ma avendo subito gravi lesioni sul torso e sulla gola muore.
Herbert Pocket
Figlio di Matthew Pocket (precettore di Pip) sviluppa una forte amicizia con Pip che chiama Handel in onore a: "Il fabbro armonioso"  composizione musicale di Handel, appunto. (I due si erano già incontrati quando erano bambini a casa di Miss Havisham, Herbert era infatti il "giovane pallido" con cui Pip si batte). Pip verserà una parte del suo patrimonio per aiutarlo ad avvicinarsi al mondo degli affari, tenendolo all'oscuro di tutto. Herbert, salva Pip dalle grinfie di Orlick, che voleva ucciderlo, grazie a un tempestivo intervento. 
Jaggers
Intermediario che recapita i soldi di Magwitch a Pip con il quale quest'ultimo entra in contatto a Londra.

## Edizioni italiane
- Il forzato. Grandi speranze, traduzione di C. V. Savici, Milano, Aurora, 1936.
- Pip, traduzione di Carlo Linati, Firenze, Martello, 1945. - Garzanti, Milano, 1947.
- Grandi speranze, traduzione di Bruno Maffi, Collana BUR, Milano, Rizzoli, 1955. - Introduzione di Guido Almansi, BUR, 1987.
- Grandi speranze, traduzione di Maria Luisa Giartosio De Courten, Prefazione di Carlo Fruttero, illustrazioni di Pietro Plescan, Torino, Einaudi, 1959. - con introduzione di Valerio Fissore, Einaudi, 1975; con un saggio di Gilbert Keith Chesterton, Einaudi, 1998-2020.
- Grandi speranze, traduzione di Virginia Galante Garrone, Roma, Paoline, 1962.
- Grandi speranze, traduzione di Caesara Mazzola, Introduzione di Giorgio Manganelli, Roma, Gherardo Casini, 1967. - Introduzione di Alessandro Monti, con uno scritto di Giuseppe Tomasi di Lampedusa, Collana Oscar classici, Milano, Mondadori, 1991.
- Grandi speranze, traduzione di Michela Conti, Milano, Peruzzo, 1986.
- Grandi speranze, traduzione di Marisa Sestito, Collana I grandi libri, Milano, Garzanti, 1994. - Milano, Salani, 2017.
- Grandi speranze, traduzione di Maria Felicita Melchiorri, Introduzione di Mario Martino, Roma, Newton Compton, 1998.

## Adattamenti teatrali, musicali, cinematografici, televisivi
- The Boy and the Convict - film muto (UK, 1909), diretto da David Aylott - Cast: Stuart Williamson (?) (Pip)
- Great Expectations – film muto (USA, 1917), diretto da Robert G. Vignola e Paul West - Cast: Jack Pickford (Pip); Louise Huff (Estella); Frank Losee (Magwitch); Grace Barton (Miss Havisham).[3]
- Grandi speranze (Store forventninger) – film muto (Danimarca, 1922), diretto da A.W. Sandberg - Cast: Martin Herzberg / Harry Komdrup (Pip); Esther Kjær Jensen / Olga Belajeff (Estella); Emil Helsengreen (Magwitch); Marie Dinesen (Miss Havisham).[4]
- Il forzato (Great Expectations) – film (USA, 1934), diretto da Stuart Walker - Cast: George P. Breakston / Phillips Holmes (Pip); Anne Howard / Jane Wyatt (Estella); Henry Hull (Magwitch); Florence Reed (Miss Havisham).[5]
- Grandi speranze - film (USA, 1946), diretto da David Lean, uscito in DVD nel 2008 - Cast: Tony Wager / John Mills (Pip); Jean Simmons / Valerie Hobson (Estella); Finlay Currie (Magwitch); Martita Hunt (Miss Havisham).[6]
- Great Expectations – sceneggiato televisivo (USA, 1954), diretto da Norman Felton - Trasmesso alla televisione americana in due puntate (14 e 21 giugno 1954) - Cast: Rex Thompson / Roddy McDowall (Pip); Nina Reader (Estella); Jacques Aubuchon (Magwitch); Estelle Winwood (Miss Havisham).[7]
- An Orphan's Tragedy (Gu xing xue lei) – film (Hong Kong, 1955), diretto da Chu Kei - Libera trasposizione della vicenda in Hong Kong nell'epoca contemporanea, con un giovanissimo Bruce Lee nel ruolo di protagonista. - Cast: Bruce Lee / Cheung Wood-yau (Frank [Pip]); Josephine Siao / Yung Siu-yee (Polly [Estella]); Ng Cho-fan (Dickson Fan [Magwitch]); Kam Lau (Polly's mother [Miss Havisham]).[8]
- Great Expectations – serie televisiva (GB, 1959) - Trasmessa dalla BBC in 13 puntate, tra il 5 aprile e il 28 giugno 1959. - Cast: Colin Spaull / Dinsdale Landen (Pip); Sandra Michaels / Helen Lindsay (Estella); Jerold Wells (Magwitch); Marjory Hawtrey (Miss Havisham).[9]
- Great Expectations – serie televisiva (GB, 1967), diretta da Alan Bridges - Trasmessa alla televisione inglese in 10 puntate, dal 22 gennaio al 26 marzo 1967. - Cast: Douglas Mann / Christopher Guard / Gary Bond (Pip); Francesca Annis (Estella); John Tate (Magwitch); Maxine Audley (Miss Havisham).[10]
- Grandi speranze (Les grandes espérances) – film TV (France, 1968), diretto da Marcel Cravenne - Trasmesso alla televisione francese il 25 dicembre 1968. - Cast: Stéphane Di Napoli / Jean-Claude Dauphin (Pip); Pascale Christophe / Marika Green (Estella); Charles Vanel (Magwitch); Madeleine Renaud (Miss Havisham).[11]
- Tutto mi porta a te[12] (Great Expectations) – film TV (USA, 1974), diretto da Joseph Hardy - Trasmesso alla televisione americana il 22 novembre 1974. - Cast: Simon Gipps-Kent / Michael York (Pip); Sarah Miles (Estella); James Mason (Magwitch); Margaret Leighton (Miss Havisham).[13]
- Grandi speranze (Grandes esperanzas) – film TV (Spagna, 1978) - Trasmesso alla televisione spagnola il 3 luglio 1978 come episodio della serie Novela. - Cast: Pablo del Hoyo / Luis Varela (Pip); Silvia Tortosa (Estella); Carlos Mendy (Magwitch); Carmen Bernardos (Miss Havisham).[14]
- Great Expectations – miniserie televisiva (GB, 1981), diretta da Julian Amyes - Prodotta dalla BBC e trasmessa in 13 puntate tra il 4 ottobre e il 27 dicembre 1981. - Cast: Graham McGrath / Paul Davies Prowles / Gerry Sundquist (Pip); Patsy Kensit / Sarah-Jane Varley (Estella); Stratford Johns (Magwitch); Joan Hickson (Miss Havisham).[15]
- Great Expectations – film d'animazione (Australia, 1983)
- Great Expectations: The Untold Story – film TV (Australia, 1987), diretto da Tim Burstall - Liberamente ispirato al romanzo di Dickens, narra la vita di Abel Magwitch, uno dei suoi personaggi. - Cast: John Stanton (Magwitch); Dan Simmonds / Todd Boyce (Pip); Anne-Louise Lambert (Estella); Jill Forster (Miss Havisham).[16]
- Great Expectations – miniserie televisiva (USA, 1989), diretta da Kevin Connor - Trasmessa in 6 puntate negli Stati Uniti dal 9 luglio 1989 sulla rete televisiva Disney Channel e quindi nel Regno Unito dal 21 luglio 1991. - Cast: Martin Harvey / Anthony Calf (Pip); Kim Thomson (Estella); Anthony Hopkins (Magwitch); Jean Simmons (Miss Havisham).[17]
- Great Expectations – album musicale (1992) di Tasmin Archer
- Paradiso perduto (Great Expectations) – film (USA, 1998), diretto da Alfonso Cuarón - Libera trasposizione della vicenda in una New York dell'epoca contemporanea. - Cast: Jeremy James Kissner / Ethan Hawke (Finnegan [Pip]); Raquel Beaudene / Gwyneth Paltrow (Estella); Robert De Niro (Prisoner [Magwitch]); Anne Bancroft (Ms. Dinsmoor [Miss Havisham]).[18]
- Great Expectations – documentario (GB, 1998), diretto da Peter Balderstone e Jennie Dempster - I critici David Parker e Thelma Grove discutono l'importanza del romanzo, alcune scene del quale sono drammatizzate da attori nel documentario. - Cast: Paul Curran (Pip); Gordon Hall (Magwitch).[19]
- Great Expectations – film TV (USA, 1999), diretto da Julian Jarrold - Coprodotto dalla BBC-PBS, fu trasmesso alla televisione per la prima volta in Gran Bretagna il 12 aprile 1999 e negli Stati Uniti il 9 maggio 1999. - Cast: Gabriel Thomson / Ioan Gruffudd (Pip); Gemma Gregory / Justine Waddell (Estella); Bernard Hill (Magwitch); Charlotte Rampling (Miss Havisham).[20]
- South Park - I Classici Di South Park: Grandi Speranze (serie televisiva 2000 - S04EP05)
- Grandi speranze (Great Expectations) - miniserie televisiva (GB-USA, 2011), diretta da Brian Kirk - Questa co-produzione BBC-PBS, fu trasmessa per la prima volta alla televisione inglese in 3 puntate nel dicembre 2011 e quindi alla televisione americana nell'aprile 2012. - Cast: Oscar Kennedy / Douglas Booth (Pip); Izzy Meikle-Small / Vanessa Kirby (Estella); Ray Winstone (Magwitch); Gillian Anderson (Miss Havisham).[21]
- Magwitch - film (GB, 2012), diretto da Samuel Supple - Liberamente ispirato al romanzo di Dickens, narra la vita di Abel Magwitch, uno dei suoi personaggi. - Cast: Connor Panayi / Samuel Edward-Cook (Magwitch); Benjamin Barnard (Pip); Alexia James (Estella).[22]
- Grandi speranze - film (USA, 2012), diretto da Mike Newell. - Cast: Toby Irvine / Jeremy Irvine (Pip); Helena Barlow / Holliday Grainger (Estella); Ralph Fiennes (Magwitch); Helena Bonham Carter (Miss Havisham).[23]
- Grandi speranze - film (GB, 2013), diretto da Graham McLaren - Ripresa dal vivo della produzione teatrale in scena al Vaudeville Theatre nel West End di Londra. - Cast: Taylor Jay-Davies / Paul Nivison (Pip); Grace Rowe (Estella); Christopher Ellison (Magwitch); Paula Wilcox (Miss Havisham).[24]
- Fitoor – film (India, 2016), diretto da Abhishek Kapoor - Libera trasposizione Bollywoodiana della vicenda in India nell'epoca contemporanea. - Cast: Mohammed Abrar / Aditya Roy Kapur (Noor [Pip]); Tunisha Sharma / Katrina Kaif (Firdaus [Estella]); Ajay Devgn (Moazam [Magwitch]); Aditi Rao Hydari / Tabu (Begum Hazrat Jaan [Miss Havisham]).[25]

## Citazioni in altre opere
- La figura di Pip verrà ripresa dagli autori dell'irriverente cartone animato South Park, che hanno creato un personaggio, chiamato appunto Pip, molto povero e orfano. Nello stesso cartone animato l'episodio 4X14 si chiama Grandi Speranze ed è un rifacimento del romanzo che vedrà anch'esso come protagonista Pip.
- Nell'episodio Superincollati della terza stagione de I Griffin, Peter incontra una sua ex fidanzata che vive ancora con l'abito che indossava quando uscirono insieme l'ultima volta per un ballo scolastico, conservando cimeli esattamente come Miss Havisham.
- Il romanzo di Dickens è citato più volte nel romanzo di Carlos Ruiz Zafón Il gioco dell'angelo.
- Viene citato diverse volte anche nel romanzo Matilde di Roald Dahl.
- Il romanzo è anche citato nel film Hot Shots! 2, dove il protagonista Topper lo legge prima di lanciarsi con il paracadute.[26]
- La figura di Estella viene citata nella canzone All I Really Want della cantante canadese Alanis Morissette, facente parte dell'album Jagged Little Pill del 1995.[27]
- Il romanzo è stato fonte di ispirazione per la storia di Jack Maggs, romanzo scritto da Peter Carey nel 1997, dove la storia è raccontata dal punto di vista del delinquente Jack Maggs, ovvero Abel Magwitch, il benefattore di Pip.[28]
- Il personaggio di Miss Havisham è stato ripreso da Jasper Fforde in due delle sue opere: Persi in un buon libro e Il pozzo delle trame perdute, dove il personaggio riveste uno dei ruoli principali.
- Il libro e i suoi personaggi sono citati anche nella serie televisiva Pretty Little Liars, nel nono episodio della prima stagione The Perfect Storm.
- Nel film P.S. I Love You la protagonista Holly, dopo aver perso il giovane marito, confida all'amica di voler essere come la signorina Havisham, restare per sempre chiusa in casa indossando il suo abito da sposa (che non ha mai avuto) con un pezzo di torta nuziale ammuffito (che non ha mai avuto).
- Nella serie tv Lezioni di Chimica viene menzionato come il libro preferito da Calvin Evans, interpretato da Lewis Pullman
- In Piccole Donne, Beth ha un uccellino che chiama Pip, inoltre nel romanzo si trova anche una citazione al Circolo Pickwick, altra opera di Dickens tra le più celebri.